# Oxya dorsigera
Oxya dorsigera är en insektsart som beskrevs av Hermann Burmeister 1838. Oxya dorsigera ingår i släktet Oxya och familjen gräshoppor. Inga underarter finns listade i Catalogue of Life.